# Марко (син цара Василиска)
Марко ( грчки: Μαρκος, умро августа 476. године), је био син источноримског генерала и узурпатора Василиска и Зенонисе . Проглашен је за цезара 475. године, а касније је унапређен у Августа, владајући као млађи савладар свог оца. Када је цар Зенон поново заузео Константинопољ крајем августа 476. године, Марко се са својим родитељима склонио у цркву. Цар Зенон је обећао да им неће пролити крв, па их је протерао у Лимне у Кападокији и потом их изгладнео.

## Историја

### Успон на власт
Марко је био син Василиска и Зенонисе. Када је византијски цар Лав I ( в. 457–474. године) се разболео 473. године, добио је унука Лава II ( в. 474), сина Зенона ( в. 474–475, 476–491. године) и Аријадне, крунисаног за цара у октобру 473. Цар Лав I је умро 18. јануара 474, године, и цар Лав II је преузео престо. Зенон је постављен за савладар, крунисан 29. јануара, а када је цар Лав II умро у јесен, Зенон је постао једини источни цар. Цар Зенон је био веома непопуларан, како међу обичним људима тако и међу сенаторском класом, делом једноставно зато што је био Исавријанац, народ који је стекао лошу репутацију под царем Аркадијем ( в. 383–408. године), а такође и зато што би његова владавина изазвала унапређење сународника Исуаријанаца на високе положаје. Иако је царица Верина подржавала Зеноново уздизање за савладара цара Лава II, окренула се против њега када је постао једини цар.     Царица Верина је склопила заверу са другима да га уклоне цара, а историчари углавном прихватају да је планирала да постави свог љубавника, magister officiorum Патриција, као цар и да се уда за њега.     У овој завери су је подржали генерал Теодерик Страбон, љут због Зеноновог крунисања, и Василиск, који је успео да регрутује Ила и Трокунда, браћу Исаура, као и њеног братанца Армата.  Завера је имала подршку војске, поткрепљена популарношћу Василиска, и Ила и Трокунда, као и подршка источноримског Сената . Став цариградског патријарха Акација је нејасан, иако историчарка Камила Твардовска сматра вероватним да би он ускратио подршку било које стране док исход није био јасан.  Тачан датум почетка завере није познат: историчар Мациеј Саламон тврди да је почела око 473. године, док Твардовска тврди да је почела тек након што је Зенон преузео искључиву власт.   Завера је била успешна, јер је цар Зенон 9. јануара 475. побегао у своју родну Исаурију, или након што је сазнао за заверу или пошто га је царица Верина уверила да му је живот у опасности.    Василиск је убедио сенат да га прогласи за цара, уместо Патриција, а Василиск је крунисан у палати Хебдомон.  Цар Василиск је одмах дао Марка крунисати за цезара , а касније га је прогласио за савладара.  

### Владавина цара Василиска
Цар Василиск је брзо изгубио подршку у Цариграду, због комбинације високих пореза и јеретичке црквене политике, као и природне катастрофе. Велики пожар је избио у четврти Халкопратеје 475/476 . године, пре него што се брзо проширио.  Ил и Трокунд, опсадивши Зенона у његовим родним земљама, пребегли су код њега.      Ово се обично приписује неуспеху да испуне неодређена обећања која су им дата, као што их је дао Теофан Исповедник, што многи историчари идентификују као обећање да ће их обоје поставити за magister militum , али историчар Мирослав Лешка то оспорава, тврдећи да Теофан не наводи обећања јер их је измислио као највероватније објашњење. Лешка доводи у питање да би цар Василиск поверио војну команду људима које је лагао, и тврди да су они били мотивисани страхом да ће цар Василиск бити свргнут, или пак верском опозицијом.  Од фебруара/марта 476, цар Василиск је остао у Хебдомону, из страха од становништва престонице; ова вест их је можда мотивисала,    заједно са писмима примљеним од управника престонице. Ова писма су их обавестила да је град сада спреман да поново прихвати Зенона, пошто је народ још мање подржавао цара Василиска због „фискалне грабежљивости његових министара“, како каже Бери. Ил, вероватно подстакнут својим држањем над Зеноном, због заточеништва његовог брата, договорио се да се удружи са њим и они су почели да марширају ка Константинопољу са својим удруженим снагама.    
Цар Василиск је наредио Армату да преузме команду над свим трупама у Тракији и Цариграду, као и над дворском стражом, и поведе их против тројице генерала. Упркос својој заклетви на лојалност, Армат је издао цара Василиска када му је Зенон понудио да постане magister militum praesentalis доживотно, а његов син, Василиск, крунисан за цезара. Дозволио је Зенону да несметано прође у Цариград, а Зенон је ушао у Цариград без отпора у августу 476.    Цар Василиск и његова породица су побегли и склонили се у цркву, предалису се када је Зенон обећао да их неће погубити. Цар Зенон их је протерао у Лимне у Кападокији,    где су били затворени у пресушеној цистерни и остављени да умру од глади.   Према неким изворима, уместо тога су обезглављени. 

## Ковање новца
Кованице царева Василиска и Марка било је необично по томе што је повезивало два цара заједно на новчићу, уместо да су одвојени новчићи ковани у Марково име. 